# Gymnopilus bakeri
Gymnopilus bakeri là một loài nấm thuộc họ Cortinariaceae.